# 沙雷济耶
沙雷济耶（法語：Charézier，法語發音：[ʃaʁezje]）是法国汝拉省的一个市镇，属于隆斯勒索涅区。

## 地理
沙雷济耶（46°36'39"N, 5°43'39"E）面积9.26 平方千米，位于法国勃艮第-弗朗什-孔泰大區汝拉省，该省份为法国东部内陆省份，北起上索恩省，西北接科多尔省，西临索恩-卢瓦尔省，南至安省，东与杜省和瑞士接壤。
与沙雷济耶接壤的市镇（或旧市镇、城区）包括：沙尔西耶、韦尔唐博、布利、沙蒂永、梅努瓦、帕托尔奈、于克塞勒。

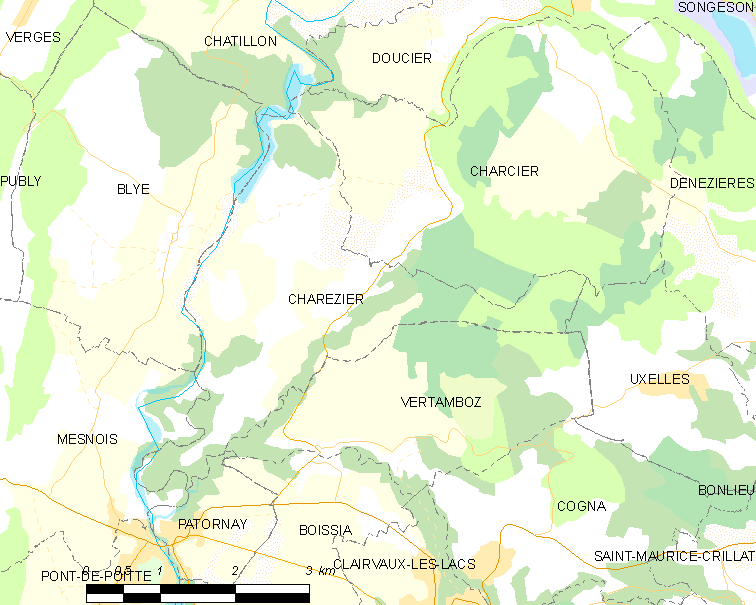
沙雷济耶的OSM定位图

沙雷济耶的时区为UTC+01:00、UTC+02:00（夏令时）。

## 行政
沙雷济耶的邮政编码为39130，INSEE市镇编码为39109。

## 政治
沙雷济耶所属的省级选区为圣洛朗昂格朗沃县。

## 人口

1962-2008年间沙雷济耶人口变化图示

沙雷济耶于2022年1月1日时的人口数量为169人。